# Heenweg
Heenweg (51° 59′ N, 4° 11′ L) é uma cidade dos Países Baixos, na província de Holanda do Sul. Heenweg pertence ao município de Westland, e está situada a 7 km, a noroeste de Maassluis.
Em 2001, a cidade de Heenweg tinha 601 habitantes. A área urbana da cidade é de 0.076 km², e tem 228 residências.
A área de Heenweg, que também inclui as partes periféricas da cidade, bem como a zona rural circundante, tem uma população estimada em 690 habitantes.